# Notre-Dame de Paris (1956)
Notre-Dame de Paris is een Frans-Italiaanse film van Jean Delannoy die uitgebracht werd in 1956.
De film is de derde Franse filmversie van de gelijknamige beroemde roman van Victor Hugo.

## Verhaal
Frankrijk, 15e eeuw. Elk jaar staat Louis XI toe dat het plein voor de Notre-Dame van Parijs gebruikt wordt door dansers en harlekijnen om er op te treden en feest te vieren. Wanneer de beeldschone zigeunerin Esmeralda sensueel danst en zingt brengt ze heel wat harten op hol. Claude Frollo, een naargeestige alchimist en geestelijke, kan zijn ogen niet van haar afhouden. 
Quasimodo, de gebochelde en misvormde klokkenluider die door Frollo in bescherming genomen werd, wordt ook verliefd op haar. De dichter Gringoire en Phoebus, de kapitein van de boogschutters, vallen eveneens voor haar charmes. Frollo wordt meer en meer gekweld door zijn duistere verlangens naar Esmeralda

## Rolverdeling
| Acteur                                     | Personage                                |
| ------------------------------------------ | ---------------------------------------- |
| Gina Lollobrigida                          | Esmeralda                                |
| Anthony Quinn                              | Quasimodo                                |
| Alain Cuny                                 | Claude Frollo                            |
| Robert Hirsch                              | Pierre Gringoire                         |
| Jean Danet                                 | kapitein Phœbus de Châteaupers           |
| Philippe Clay                              | Clopin Trouillefou                       |
| Jean Tissier                               | Louis XI                                 |
| Maurice Sarfati                            | Jehan Frollo                             |
| Valentine Tessier                          | Aloyse de Gondelaurier                   |
| Marianne Oswald                            | La Falourdel                             |
| Danièle Dumont                             | Fleur de Lys                             |
| Jacques Hilling                            | Charmolue                                |
| Jacques Dufilho                            | Guillaume Rousseau                       |
| Roger Blin                                 | Mathias Hungadi en de hertog van Bohemen |
| Piéral                                     | de dwerg                                 |
| Robert Lombard                             | Jacques Coppenole                        |
| Dominique Davray                           | Gilette La Charonne                      |
| Hubert de Lapparent                        | Guillaume d'Harancourt                   |
| Paul Bonifas                               | Gilles Le Cornu                          |
| Georges Douking                            | François Chanteprune, een boef           |
| Madeleine Barbulée                         | mevrouw Le Cornu                         |
| Camille Guérini                            | de voorzitter van de rechtbank           |
| Albert Rémy                                | Jupiter                                  |
| Roland Bailly                              | Pierrot Torterue                         |
| Daniel Emilfork                            | Andry Le Roux                            |
| Michel Etcheverry                          | een aartsdiaken                          |
| Damia                                      | de zingende bedelares                    |
| Boris Vian                                 | de kardinaal van Parijs                  |
| Albert Michel                              | de nachtwaker                            |
| Yette Lucas                                | Claude Rongeoreille                      |
| Denise Carvenne                            | de tapijtverkoopster                     |
| Jacques Bertrand                           | Bellevigne de l'Etoile                   |
| Les Chevaliers de l'Arc de l'Ile de France | de boogschutters                         |
| Paul Bisciglia                             | een man op het feest der zotten          |
| Germaine Delbat                            | een parochiaan                           |
| Virginie Vitry                             | een stikster                             |
| Nadine Tallier                             | een meisje van de Cour des Miracles      |
| Dominique Marcas                           | een vrouw van de Cour des Miracles       |
| Franck Maurice                             | de tweede beul                           |
| Doudou Babet                               | een bedelaar                             |
| Jean Tielment                              | een bedelaar                             |
| Jean Martin                                | een bedelaar                             |